# Olympische Sommerspiele 2000/Teilnehmer (Slowenien)
| Gelbes Symbol für Goldmedaillen mit stilisierten Olympischen Ringen | Graues Symbol für Silbermedaillen mit stilisierten Olympischen Ringen | Braundes Symbol für Bronzemedaillen mit stilisierten Olympischen Ringen |
| ------------------------------------------------------------------- | --------------------------------------------------------------------- | ----------------------------------------------------------------------- |
| 2                                                                   | —                                                                     | —                                                                       |

Slowenien nahm an den Olympischen Sommerspielen 2000 in Sydney teil. 74 Athleten, davon 55 Männer und 19 Frauen, traten in insgesamt 53 Wettkämpfen in dreizehn Sportarten an. Insgesamt wurden zwei Goldmedaillen gewonnen, womit Slowenien im Medaillenspiegel den 35. Platz belegte. Fahnenträger bei der Eröffnungsfeier war der Ruderer Iztok Čop.

## Medaillengewinner

### Gold
| Name                  | Sportart | Wettkampf                                |
| --------------------- | -------- | ---------------------------------------- |
| Iztok Čop & Luka Špik | Rudern   | Männer, Doppelzweier                     |
| Rajmond Debevec       | Schießen | Männer, Kleinkaliber, Dreistellungskampf |

## Teilnehmer nach Sportarten

### Badminton
- Maja Pohar
Damen, Einzel: 17. Platz

### Bogenschießen
- Peter Koprivnikar
Männer, Einzel: 53. Platz

### Handball
- Herrenturnier
8. Platz

- Kader
Tettey Banfro
Branko Bedekovič
Gregor Cvijič
Zoran Jovičič
Andrej Kastelic
Beno Lapajne
Jani Likaveč
Zoran Lubej
Aleš Pajovič
Iztok Puc
Roman Pungartnik
Rolando Pušnik
Uroš Šerbec
Tomaž Tomšič
Renato Vugrinec

### Kanu
- Simon Hočevar
Männer, Canadier-Einer, Slalom: 7. Platz

- Dejan Kralj
Männer, Kajak-Einer, Slalom: 10. Platz

- Nada Mali
Frauen, Kajak-Einer, Slalom: 17. Platz

- Fedja Marušić
Männer, Kajak-Einer, Slalom: 15. Platz

### Leichtathletik
- Urban Acman
Männer, 4 × 100 Meter: Halbfinale

- Alenka Bikar
Frauen, 200 Meter: Viertelfinale

- Gregor Cankar
Männer, Weitsprung: 15. Platz in der Qualifikation

- Jolanda Čeplak
Frauen, 4 × 400 Meter: Vorläufe

- Boštjan Fridrih
Männer, 4 × 100 Meter: Halbfinale

- Boštjan Horvat
Männer, 4 × 400 Meter: Vorläufe

- Helena Javornik
Frauen, 1500 Meter: Vorläufe
Frauen, 5000 Meter: Vorläufe

- Roman Kejžar
Männer, Marathon: 62. Platz

- Primož Kozmus
Männer, Hammerwurf: 38. Platz in der Qualifikation

- Brigita Langerholc
Frauen, 800 Meter: 4. Platz
Frauen, 4 × 400 Meter: Vorläufe

- Meta Mačus
Frauen, 4 × 400 Meter: Vorläufe

- Matic Osovnikar
Männer, 4 × 100 Meter: Halbfinale

- Saša Prokofjev
Frauen, 4 × 400 Meter: Vorläufe

- Sergej Šalamon
Männer, 4 × 400 Meter: Vorläufe

- Matija Šestak
Männer, 400 Meter: Vorläufe
Männer, 4 × 400 Meter: Vorläufe

- Evfemija Štorga
Frauen, Speerwurf: 27. Platz in der Qualifikation

- Matic Šušteršič
Männer, 4 × 100 Meter: Halbfinale

- Anja Valant
Frauen, Dreisprung: 9. Platz

- Jože Vrtačič
Männer, 4 × 400 Meter: Vorläufe

### Radsport
- Rok Drašler
Männer, Mountainbike, Cross-Country: DNF

- Andrej Hauptman
Männer, Straßenrennen: 25. Platz

- Martin Hvastija
Männer, Straßenrennen: DNF
Männer, Einzelzeitfahren: 22. Platz

- Uroš Murn
Männer, Straßenrennen: 31. Platz

- Primož Štrancar
Männer, Mountainbike, Cross-Country: 37. Platz

- Tadej Valjavec
Männer, Straßenrennen: DNF

### Rudern
- Iztok Čop & Luka Špik
Männer, Doppelzweier: Gold

- Miha Pirih & Gregor Sračnjek
Männer, Zweier ohne Steuermann: 11. Platz

- Milan Janša, Jani Klemenčič, Rok Kolander & Matej Prelog
Männer, Vierer ohne Steuermann: 4. Platz

### Schießen
- Rajmond Debevec
Männer, Luftgewehr: 9. Platz
Männer, Kleinkaliber, Dreistellungskampf: Gold 
Männer, Kleinkaliber, liegend: 19. Platz

- Andraž Lipolt
Männer, Trap: 32. Platz

- Natalija Prednik
Frauen, Luftgewehr: 20. Platz

### Schwimmen
- Jure Bučar
Männer, 400 Meter Freistil: 35. Platz

- Alenka Kejžar
Frauen, 200 Meter Lagen: 19. Platz

- Nataša Kejžar
Frauen, 100 Meter Brust: 16. Platz

- Peter Mankoč
Männer, 50 Meter Freistil: 25. Platz
Männer, 100 Meter Freistil: 21. Platz
Männer, 100 Meter Schmetterling: 23. Platz
Männer, 200 Meter Lagen: 18. Platz

- Blaž Medvešek
Männer, 100 Meter Rücken: 32. Platz
Männer, 200 Meter Rücken: 23. Platz

- Marko Milenkovič
Männer, 400 Meter Lagen: 30. Platz

### Segeln
- Tomaž Čopi & Mitja Margon
Männer, 470er: 9. Platz

- Vasilij Žbogar
Laser: 19. Platz

- Klara Maučec & Janja Orel
Frauen, 470er: 17. Platz

### Taekwondo
- Marcel More
Männer, Weltergewicht: 9. Platz

### Tennis
- Tina Križan
Frauen, Doppel: 17. Platz

- Tina Pisnik
Frauen, Einzel: 33. Platz

- Katarina Srebotnik
Frauen, Einzel: 33. Platz
Frauen, Doppel: 17. Platz

### Turnen
- Mojca Mavrič
Frauen, Einzelmehrkampf: 62. Platz in der Qualifikation
Frauen, Boden: 65. Platz in der Qualifikation
Frauen, Pferd: 80. Platz in der Qualifikation
Frauen, Stufenbarren: 80. Platz in der Qualifikation
Frauen, Schwebebalken: 74. Platz in der Qualifikation

- Mitja Petkovšek
Männer, Einzelmehrkampf: 97. Platz in der Qualifikation
Männer, Barren: 75. Platz in der Qualifikation